# 김도용
김도용(1976년 5월 28일 ~ )은 대한민국의 축구 선수이며, 포지션은 미드필더이다.